# Кронквистов систем
Кронквистов систем (Cronquist system) је класификациона схема скривеносеменица. Њу је осмислио и образложио Артур Кронквист (Arthur Cronquist, 1919-1992) кроз бројне радове, а нарочито у својим књигама An Integrated System of Classification of Flowering Plants(1981) и The Evolution and Classification of Flowering Plants(1988). Кронквистов систем је најшире прихваћен систем класификације и по њему су написани многобројни уџбеници ботанике у свету. Слична је ситуација и у нашој академској јавности, где је овај систем са минималним изменама под идејамаТахтаџана у широкој употреби.
У последње две деценије, са приспећем бројних резултата биохемијске и молекуларне систематике, Кронквистов систем, односно Кронквистово виђење филогеније и систематике скривеносеменица, се полако напушта. 1998. и 2003. године APG (Angiosperm Phylogeny Group) објављују савременију класификацију (филогенетски засновану) скривеносеменица, без виших таксономских категорија од реда.
Кронквистов систем, напротив, дели раздео скривеносеменица (Magnoliophyta) на две велике класе монокотиледоних и дикотиледоних биљака (Liliopsida, односно Magnoliopsida), које се даље деле на поткласе и редове.
- — СКРИВЕНОСЕМЕНИЦЕ
класа  — дикотиледоне биљке (дикотиле)
поткласа I. 
ред 1. 
породица 1. 
породица 2. 
породица 3. 
породица 4. 
породица 5. 
породица 6. 
породица 7. 
породица 8. 
породица 9. 
породица 10. 
ред 2. 
породица 1. 
породица 2. 
породица 3. 
породица 4. 
породица 5. 
породица 6. 
породица 7. 
породица 8. 
ред 3. 
породица 1. 
породица 2. 
породица 3. 
ред 4. 
породица 1. 
ред 5. 
породица 1. 
породица 2. 
ред 6. 
породица 1. 
породица 2. 
породица 3. 
породица 4. 
породица 5. 
ред 7. 
породица 1. 
породица 2. 
породица 3. 
породица 4. 
породица 5. 
породица 6. 
породица 7. 
породица 8. 
ред 8. 
породица 1. 
породица 2. 
поткласа II. Hamamelidae [sic]
ред 1. 
породица 1. 
породица 2. 
ред 2. 
породица 1. 
породица 2. 
породица 3. 
породица 4. 
породица 5. 
ред 3. 
породица 1. 
ред 4. 
породица 1. 
ред 5. 
породица 1. 
ред 6. 
породица 1. 
породица 2. 
породица 3. 
породица 4. 
породица 5. 
породица 6. 
ред 7. 
породица 1. 
ред 8. 
породица 1. 
породица 2. 
ред 9. 
породица 1. 
ред 10. 
породица 1. 
породица 2. 
породица 3. 
ред 11. 
породица 1. 
поткласа III. 
ред 1. 
породица 1. 
породица 2. 
породица 3. 
породица 4. 
породица 5. 
породица 6. 
породица 7. 
породица 8. 
породица 9. 
породица 10. 
породица 11. 
породица 12. 
ред 2. 
породица 1. 
ред 3. 
породица 1. 
поткласа IV. 
ред 1. 
породица 1. 
породица 2. 
ред 2. 
породица 1. 
породица 2. 
породица 3. 
породица 4. 
породица 5. 
породица 6. 
породица 7. 
породица 8. 
породица 9. 
породица 10. 
породица 11. 
породица 12. 
породица 13. 
породица 14. 
породица 15. 
породица 16. 
породица 17. 
породица 18. 
ред 3. 
породица 1. 
породица 2. 
породица 3. 
породица 4. 
породица 5. 
ред 4. 
породица 1. 
ред 5. 
породица 1. 
породица 2. 
породица 3. 
ред 6. 
породица 1. 
породица 2. 
породица 3. 
породица 4. 
породица 5. 
породица 6. 
породица 7. 
породица 8. 
породица 9. 
породица 10. 
породица 11. 
породица 12. 
породица 13. 
породица 14. 
породица 15. 
породица 16. 
породица 17. 
породица 18. 
породица 19. 
породица 20. 
породица 21. 
породица 22. 
породица 23. 
породица 24. 
ред 7. 
породица 1. 
ред 8. 
породица 1. 
породица 2. 
породица 3. 
породица 4. 
породица 5. 
ред 9. 
породица 1. 
породица 2. 
ред 10. 
породица 1. 
породица 2. 
породица 3. 
породица 4. 
породица 5. 
породица 6. 
породица 7. 
породица 8. 
ред 11. 
породица 1. 
ред 12. 
породица 1. 
породица 2. 
породица 3. 
породица 4. 
породица 5. 
ред 13. 
породица 1. 
породица 2. 
породица 3. 
поткласа V. 
ред 1. 
породица 1. 
породица 2. 
породица 3. 
породица 4. 
породица 5. 
породица 6. 
породица 7. 
породица 8. 
породица 9. 
породица 10. 
породица 11. 
породица 12. 
породица 13. 
породица 14. 
породица 15. 
породица 16. 
породица 17. 
породица 18. 
породица 19. 
породица 20. 
породица 21. 
породица 22. 
породица 23. 
породица 24. 
ред 2. 
породица 1. 
породица 2. 
породица 3. 
ред 3. 
породица 1. 
породица 2. 
ред 4. 
породица 1. 
ред 5. 
породица 1. 
породица 2. 
ред 6. 
породица 1. 
породица 2. 
породица 3. 
породица 4. 
породица 5. 
породица 6. 
породица 7. 
породица 8. 
породица 9. 
породица 10. 
породица 11. 
породица 12. 
ред 7. 
породица 1. 
ред 8. 
породица 1. 
породица 2. 
породица 1. 
породица 2. 
ред 9. 
породица 1. 
породица 2. 
породица 3. 
породица 4. 
породица 5. 
породица 6. 
породица 7. 
породица 8. 
породица 9. 
породица 10. 
ред 10. 
породица 1. 
породица 2. 
породица 3. 
ред 11. 
породица 1. 
породица 2. 
породица 3. 
породица 4. 
породица 5. 
породица 6. 
породица 7. 
породица 8. 
породица 9. 
породица 10. 
породица 11. 
ред 12. 
породица 1. 
породица 2. 
породица 3. 
породица 4. 
ред 13. 
породица 1. 
породица 2. 
породица 3. 
ред 14. Linales
породица 1. 
породица 2. 
породица 3. 
породица 4. 
породица 5. 
ред 15. Polygalales
породица 1. 
породица 2. 
породица 3. 
породица 4. 
породица 5. 
породица 6. 
породица 7. 
ред 16. Sapindales
породица 1. 
породица 2. 
породица 3. 
породица 4. 
породица 5. 
породица 6. 
породица 7. 
породица 8. 
породица 9. 
породица 10. 
породица 11. 
породица 12. 
породица 13. 
породица 14. 
породица 15. 
ред 17. Geraniales
породица 1. 
породица 2. 
породица 3. 
породица 4. 
породица 5. 
ред 18. Apiales
породица 1. 
породица 2. 
поткласа VI. Asteridae
ред 1. 
породица 1. 
породица 2. 
породица 3. 
породица 4. 
породица 5. 
породица 6. 
ред 2. 
породица 1. 
породица 2. 
породица 3. 
породица 4. 
породица 5. 
породица 6. 
породица 7. 
породица 8. 
ред 3. 
породица 1. 
породица 2. 
породица 3. 
породица 4. 
ред 4. 
породица 1. 
породица 2. 
породица 3. 
ред 5. 
породица 1. 
ред 6. 
породица 1. 
породица 2. 
породица 3. 
породица 4. 
породица 5. 
породица 6. 
породица 7. 
породица 8. 
породица 9. 
породица 10. 
породица 11. 
породица 12. 
ред 7. 
породица 1. 
породица 2. 
породица 3. 
породица 4. 
породица 5. 
породица 6. 
породица 7. 
ред 8. 
породица 1. 
породица 2. 
ред 9. 
породица 1. 
породица 2. 
породица 3. 
породица 4. 
ред 10. 
породица 1. 
ред 11. 
породица 1. 
класа  — монокотиледоне биљке (монокотиле)
поткласа I. 
ред 1. 
породица 1. 
породица 2. 
породица 3. 
ред 2. 
породица 1. 
ред 3. 
породица 1. 
породица 2. 
породица 3. 
породица 4. 
породица 5. 
породица 6. 
породица 7. 
породица 8. 
породица 9. 
породица 10. 
ред 4. 
породица 1. 
породица 2. 
поткласа II. Arecidae
ред 1. 
породица 1. 
ред 2. 
породица 1. 
ред 3. 
породица 1. 
ред 4. 
породица 1. 
породица 2. 
поткласа III. 
ред 1. 
породица 1. 
породица 2. 
породица 3. 
породица 4. 
ред 2. 
породица 1. 
ред 3. 
породица 1. 
породица 2. 
породица 3. 
породица 4. 
ред 4. 
породица 1. 
породица 2. 
ред 5. 
породица 1. 
породица 2. 
ред 6. 
породица 1. 
ред 7. 
породица 1. 
породица 2. 
поткласа IV. 
ред 1. 
породица 1. 
ред 2. 
породица 1. 
породица 2. 
породица 3. 
породица 4. 
породица 5. 
породица 6. 
породица 7. 
породица 8. 
поткласа V. 
ред 1. 
породица 1. 
породица 2. 
породица 3. 
породица 4. 
породица 5. 
породица 6. 
породица 7. 
породица 8. Aloeaceae [sic]
породица 9. 
породица 10. 
породица 11. 
породица 12. 
породица 13. 
породица 14. 
породица 15. 
ред 2. 
породица 1. 
породица 2. 
породица 3. 
породица 4.

Два рода биљака из породице Asteraceae названи су по Артуру Кронквисту:
- -{Cronquistia R.M. King
- Cronquistianthus R.M.King & H.Rob.}-